# Ashley Lin
Ashley Lin (en chino simplificado, 林姗; pinyin, Lin Shan (Frisco, Texas, Estados Unidos de América; 12 de marzo de 2003) es una patinadora artística sobre hielo estadounidense, representa a China en competiciones internacionales. Ganadora de la medalla de bronce en el Campeonato Nacional de Patinaje de Estados Unidos en 2017, tras el cambio para representar a China, Lin compitió en el Campeonato Nacional de China de 2020, donde ganó la medalla de bronce.

### Vida personal
Lin nació en Frisco, Texas el 12 de marzo de 2003. Es hija de inmigrantes chinos provenientes de la ciudad de Shanghai. Ambos padres son empleados de una empresa tecnológica. Lin obtuvo la ciudania china en 2019. Lin fue aceptada como estudiante de la Escuela de Wharton de la Universidad de Pennsylvania para la generación de 2026.

### Carrera
Inició en el mundo del patinaje en el año 2008 y en Campeonato Nacional de Estados Unidos de 2016 obtuvo su primer podio. Durante la temporada 2016-2017 fue asignada al evento del Grand Prix de Eslovenia de 2016, donde quedó en el sexto lugar general. En Estados Unidos, participó en el Campeonato Nacional de 2017 y ganó la medalla de bronce. En la temporada 2017-2018 la patinadora quedó en sexto lugar en el Grand Prix de Letonia y en el nivel sénior nacional, compitió para el Campeonato Nacional de 2018. El inicio de la temporada 2018-2019 fue en el Trofeo del Abierto de Asia, donde quedó en quinta posición general. Su debut internacional en nivel sénior fue en el Trofeo Nebelhorn de 2018, su puntuación de los programas fue la mejor de su carrera y obtuvo el quinto lugar general. Durante el Campeonato Nacional de 2019, Lin se retiró de la competición para completar su proceso de cambio de la ciudadanía estadounidense por la china.
Lin hizo oficial el cambio de representación internacional en 2019, en adelante representará a la República Popular de China en competiciones internacionales, este fue un esfuerzo de la nación asiática para reclutar atletas prometedores para los Juegos Olímpicos de Pekín 2022. Como competidora bajo la bandera china, Lin ganó la medalla de bronce del Campeonato Nacional de 2019. Su entrenador Chen Lu hizo comentarios sobre el aumento de la dificultad y calidad de los programas de la patinadora, en un esfuerzo de lograr una clasificación a los juegos de invierno. Lin entrenó durante varias semanas con los entrenadores rusos Eteri Tutberidze, Serguéi Dudakov y el coreógrafo Daniil Gleichenhaus en Moscú, Rusia. Debido a la pandemia por COVID-19, La Unión Internacional de Patinaje hizo asignaciones regionales a patinadores de varios países, Lin solo fue asignada al evento del Skate America 2020. Este evento en suelo americano fue el debut internacional de la patinadora como representante de China, sus resultados en ambas pruebas la ubicaron en el sexto lugar general. Lin fue una de las patinadoras de reserva de China para el Campeonato Mundial de Patinaje de 2021.

### Programas
| Temporada | Programa corto                                                           | Programa libre                             |
| --------- | ------------------------------------------------------------------------ | ------------------------------------------ |
| 2020–2021 | - On My Own de Les Misérables por Claude-Michel Schönberg, Alain Boublil | - Kissing You de Romeo + Juliet            |
| 2018–2019 | - Je suis malade por Lara Fabian                                         | - And the Waltz Goes On de Anthony Hopkins |
| 2017–2018 | - Violin Fantasy de Puccini por Vanessa-Mae                              | - Red Violin de Joaquín Rodrigo            |
| 2016–2017 | - Memory de Cats (Musical) por Andrew Lloyd Webber                       | - Sandstorm de La Bionda                   |

### Representando a China
| Internacional                                   | Internacional       | Internacional       | Internacional       |
| Evento                                          | Temporada 2019-2020 | Temporada 2020-2021 | Temporada 2021-2022 |
| ----------------------------------------------- | ------------------- | ------------------- | ------------------- |
| GP Copa de China                                |                     |                     | C                   |
| GP Premio de Italia                             |                     |                     | WD                  |
| GP Skate America                                |                     | 6                   |                     |
| CS Abierto de Asia                              |                     |                     | WD                  |
| CS Autumn Classic                               |                     |                     | WD                  |
| Copa Cranberry                                  |                     |                     | 9                   |
| Nacional                                        |                     |                     |                     |
| Campeonato de China                             | 3                   | C                   | C                   |
| TBD = Pendiente; WD = Abandonado; C = Cancelado |                     |                     |                     |

### Por Estados Unidos
| Internacional                                                               | Internacional       | Internacional       | Internacional       | Internacional       | Internacional       | Internacional       | Internacional       |
| Evento                                                                      | Temporada 2012-2013 | Temporada 2013-2014 | Temporada 2014-2015 | Temporada 2015-2016 | Temporada 2016-2017 | Temporada 2017-2018 | Temporada 2018-2019 |
| --------------------------------------------------------------------------- | ------------------- | ------------------- | ------------------- | ------------------- | ------------------- | ------------------- | ------------------- |
| CS Trofeo Alpen                                                             |                     |                     |                     |                     |                     |                     | 4                   |
| CS Trofeo Nebelhorn                                                         |                     |                     |                     |                     |                     |                     | 5                   |
| Júnior Internacional                                                        |                     |                     |                     |                     |                     |                     |                     |
| JGP Grand Prix de Letonia                                                   |                     |                     |                     |                     |                     | 6                   |                     |
| JGP Grand Prix de Slovenia                                                  |                     |                     |                     |                     | 6                   |                     |                     |
| Abierto de Asia                                                             |                     |                     |                     |                     |                     |                     | 5                   |
| Nacionales                                                                  |                     |                     |                     |                     |                     |                     |                     |
| Campeonato Nacional                                                         | 7                   |                     | 7                   | 4                   | 3                   | WD                  | WD                  |
| Campeonato Regional                                                         | 3                   |                     | 1                   | 4                   | 1                   | 4                   |                     |
| Southwestern                                                                | 3                   | 10                  | 1                   | 2                   |                     |                     |                     |
| Levels: V = Juvenil; I = Intermedio; N = Novato; J = Júnior WD = Abandonado |                     |                     |                     |                     |                     |                     |                     |